# Andrej Komac
Andrej Komac (nascut el 4 de desembre de 1979 a Šempeter pri Gorici) és un futbolista eslovè que actualment juga com centrecampista del club de la lliga israeliana Maccabi Tel Aviv. Komac és àmpliament considerat com un dels millors jugadors en el futbol eslovè.

## Trajectòria
Komac va créixer com a futbolista al HiT Gorica. També va jugar amb el NK Primorje, l'Olimpija Ljubljana i el CS Marítim, on va atreure l'atenció de clubs com l'Sporting Lisboa, el Newcastle United, i el Borussia Dortmund. Va jugar a l'equip suec Djurgårdens IF fins al juny de 2009, quan el seu contracte va acabar. L'agost de 2009 va fitxar per l'equip israelià Maccabi Tel Aviv.

## Trajectòria internacional
Komac ha representat Eslovènia en moltes ocasions, des de la Sots-15 fins a nivell sènior. Komac també formava part de l'equip del Mundial 2006 que no va aconseguir arribar a Alemanya. En l'actualitat acumula 40 participacions amb la selecció absoluta.

## Palmarès al ND Gorica
- Lliga eslovena: 2004-05, 2005-06
- Copa eslovena:
  - Finalista: 2004-05